# Kawasaki Ninja 7 Hybrid
La Kawasaki Ninja 7 Hybrid (o Ninja 7 HEV) è una motocicletta stradale prodotta dalla casa motociclistica giapponese Kawasaki dal 2023.

## Contesto
È la prima moto costruita in serie ed omologata ad uso stradale ad essere alimenta da un sistema propulsivo ibrido. La moto, che è stata anticipata da un prototipo presentato all'EICMA 2022 e quasi pronto per la produzione in serie, ha debuttato ufficialmente ad inizio ottobre 2023.

## Descrizione
Estetica riprende molti elementi della coeva Kawasaki Ninja ZX-6R.

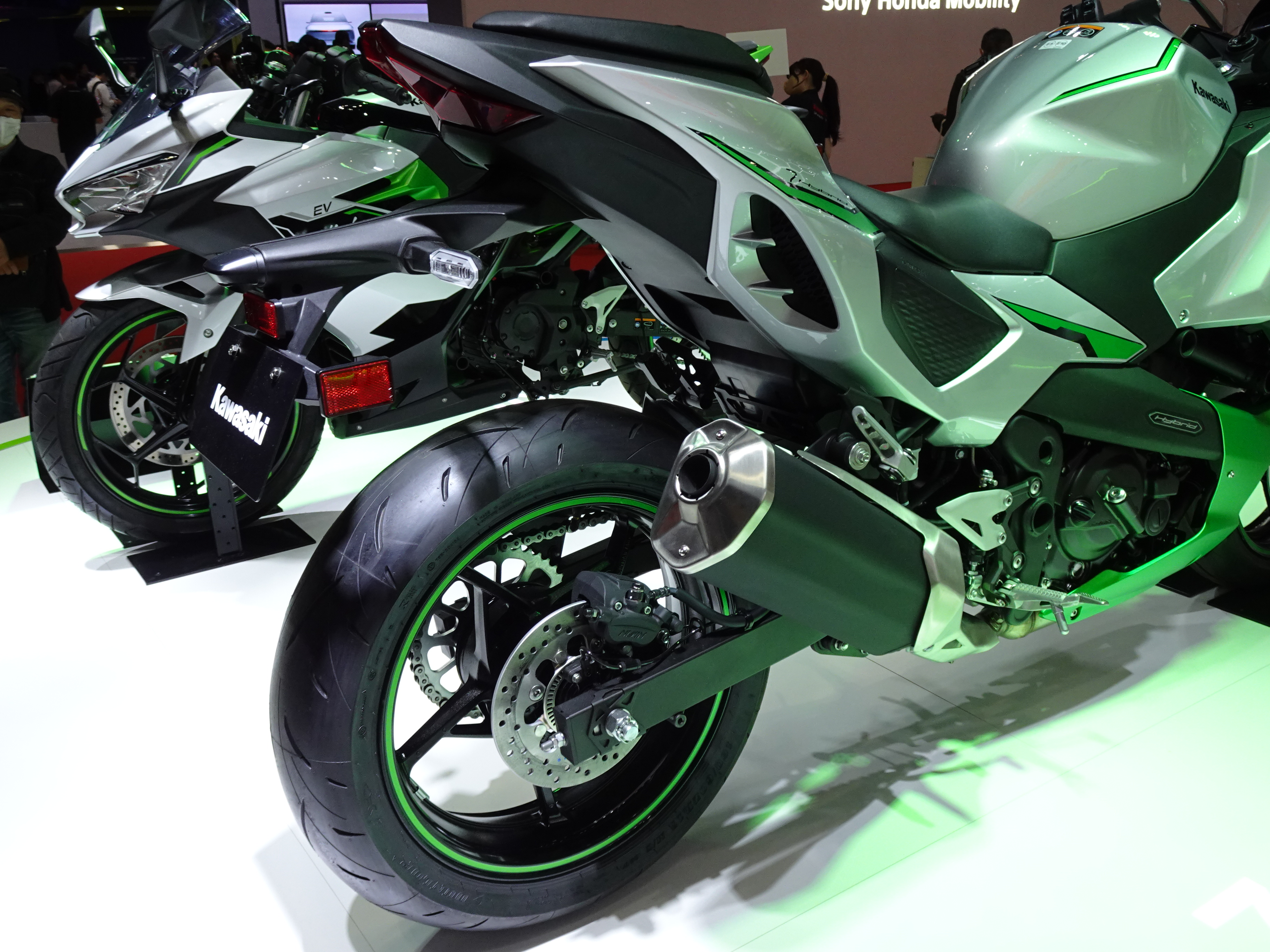

La moto si caratterizza per essere la prima sportiva stradale moderna ad essere alimentata da un propulsore ibrido, costituito da un inedito bicilindrico dalla cilindrata 451 cm³ condiviso con la Kawasaki Eliminator 500, montato frontemarcia ed alimentato da un sistema ad iniezione elettronica indiretta multipoint con distribuzione bialbero a 8 valvole, quattro per ogni cilindro; esso è abbinato ad un motore elettrico a 48 Volt, che insieme erogano una potenza di picco massima di circa 70 CV.
 Il cambio è un convenzionale a 6 marce con frizione idraulica, ma viene azionato e controllato da attuatori automatici e si comanda attraverso dei pulsanti sulla manopola sinistra. Ciò consente lo spegnimento del motore a combustione interna quando la moto è ferma come se fosse un sistema start-stop ed è presente anche la retromarcia.
Il telaio è dotato di una struttura a traliccio in acciaio alta resistenza, coadiuvato all'avantreno da una forcella telescopica a steli rovesciati, mentre al posteriore c'è un forcellone con sospensione orizzontale back-link. Il sistema frenante all'anteriore si compone di doppi dischi semi-flottanti, mentre al posteriore utilizza un disco singolo.